# Usage des lettres en mathématiques
Les mathématiciens exposant un raisonnement doivent souvent désigner dans leur texte des objets mathématiques (nombres,  matrices, fonctions, éléments dont on ignore parfois même la nature), dont les caractéristiques ne sont pas connues ou restent génériques. 
Par exemple, dans le cas d'un nombre, celui-ci peut avoir une valeur qui restera inconnue ou générique tout au long de l'exposé ; autrement dit, l'exposé devra rester valable pour tout un ensemble de valeurs possibles. 
Généralement, ces objets sont désignés par des lettres. 

## Conventions usuelles de notation
Le plus souvent, c'est l'alphabet latin qui est employé.
Descartes préféra le premier les lettres minuscules du début de l'alphabet latin a, b, c, d… pour les nombres connus (paramètres), p, q... pour les entiers et  celles de la fin pour les inconnues x, y, z. Cet usage s'est largement imposé.
L'alphabet grec ancien est également employé, dès l'enseignement des mathématiques élémentaires avec π, pour désigner des scalaires ou pour désigner certaines fonctions et constantes.
L'alphabet hébreu est également utilisé, en particulier sa première lettre Aleph, pour désigner les cardinaux d'infinis.
Une convention assez classique est qu'un point ou une matrice seront désignés par une lettre majuscule.

### Constantes mathématiques
Quelques lettres ont des significations privilégiées qui désignent des constantes mathématiques. Les plus couramment rencontrées sont :

#### Lettres grecques
Les lettres grecs que vous trouvez dans les documents mathématiques se prononcent comme indiqués dans le tableau suivant :Table des symboles littéraux en mathématiques#Alphabet grec
- Le nombre pi, noté par la lettre grecque du même nom π (toujours en minuscule) est le rapport constant entre la circonférence d'un cercle et son diamètre. Il est appelé aussi constante d'Archimède. Des valeurs approchées de π courantes sont π ≈ 3,14, π ≈ 3,1416, π ≈ 22/7, π ≈ 355/113.
- φ (phi minuscule) désigne le nombre d'or {\displaystyle \varphi ={\frac {1+{\sqrt {5}}}{2}}}.

#### Lettres latines
- e est la notation désignant la constante de Néper, base des logarithmes népériens ou naturels.
- i est le nombre complexe dont le carré vaut -1 pris pour base des imaginaires.

## Conventions particulières
Certaines conventions sont propres à des fabricants de produits (machines, logiciels,..) utilisant les mathématiques.
- Le logiciel Maple donne des valeurs connues d'avance et interdites de modification aux lettres I (nombre complexe dont le carré vaut -1; c'est un exemple de variation des conventions, car on trouve bien plus souvent un i minuscule pour ce nombre), π et e (les dernières versions ont cessé cette protection et recommandent d'employer l'expression exp(1) pour désigner ce nombre).